# الاکاداگ، فینیک
الاکاداگ، فینیک (به لاتین: Alacadağ, Finike) یک منطقهٔ مسکونی در ترکیه است که در استان آنتالیا واقع شده‌است.